# オキシプリノール
オキシプリノール（英：Oxipurinol、Oxypurinol）は、アロプリノールの六員環が酸化された構造をしている。尿酸値を下げ痛風を予防するアロプリノールの代謝産物として知られ、キサンチンオキシダーゼの阻害剤として機能する。なお、キサンチンオキシダーゼの基質であるキサンチンと類似した構造を持つ。

## 特徴・利用
薬として利用されるアロプリノールは、体内に入ると即座にオキシプリノールへと代謝されるため、生物学的半減期は約1時間と短い。対してオキシプリノールの半減期は約17〜30時間であるため、アロプリノールを摂取したときの効能は実際はオキシプリノールによるものだと考えられている。
上記の特徴から、アロプリノールを処方された患者がどれほどの効率で吸収・排泄しているのかを測ったり、また服薬コンプライアンスを検査するための化合物として利用されている。
オキシプリノールは尿として体外へ排泄されるため、腎不全などの症状がみられる患者の場合、血中に蓄積し過敏性血管炎の原因となる。そのため、腎疾患を罹患している患者へのアロプリノールの処方には注意が必要。また授乳中にアロプリノールを処方された母親の母乳には、相当量のオキシプリノールが見られ、乳児の血中にも吸収されることが分かっている。

## その他
アロプリノールを処方された患者の3〜5%には副作用が出てしまうため、そのような患者への代替薬として開発が進められた。アメリカでは2004年までにフェーズIIIまでの臨床試験が行われたが、承認にはいたっていない。また鬱血性心不全の治療薬としても注目され、アメリカでは同様にフェーズIIIまでの臨床試験が行われたが、承認されることはなかった。